# 驗證伺服器
认证服务器又稱驗證伺服器，是一種用來驗證用戶憑證（账户名和密码）的服務器。当用戶向驗證伺服器發送正確的凭证後，經過驗證伺服器確認，用戶就可以順利访问各种服务。